# 小舜江
小舜江，位于中华人民共和国浙江省北部的一条河流，是曹娥江左岸支流，上游称南溪，发源于嵊州市谷来镇舜源村以南上王山北坡，向东北流经谷来镇，至绍兴市柯桥区王坛镇东左纳北溪后干流始称“小舜江”，继而注入汤浦水库，干流自上虞区汤浦镇出库后继续向东北流，于上浦镇南汇入曹娥江。河长69.3千米，流域面积548方千米，年均径流量3亿立方米。